# Tomáš Ujfaluši
Tomáš Ujfaluši (ur. 24 marca 1978 w Rýmařovie) – czeski piłkarz występujący na pozycji obrońcy. Jego ostatnim klubem była Sparta Praga.

## Kariera klubowa
Ujfaluši zaczynał karierę reprezentując barwy Sigmy Ołomuniec (1997–2000), Hamburger SV (2000–2004) i Fiorentiny (2004–2008).
21 maja 2008 roku przeszedł na zasadzie wolnego transferu z Fiorentiny do Atlético Madryt, a z nowym klubem podpisał 3-letni kontrakt.
20 czerwca 2011 piłkarz podpisał kontrakt z tureckim klubem Galatasaray SK.
W letnim okienku transferowym sezonu 2013/14 przeszedł na zasadzie wolnego transferu do Sparty Praga. Tomáš nie zagrał nawet w jednym spotkaniu ligowym, ponieważ w grudniu 2013 roku zakończył karierę.

## Kariera reprezentacyjna
Występował z reprezentacją Czech na Euro 2004 i na Mundialu 2006. Był także jej kapitanem na Euro 2008.
W kwietniu 2009 roku Czeska Federacja ogłosiła, że sześciu piłkarzy – Tomáš Ujfaluši, Václav Svěrkoš, Milan Baroš, Radoslav Kováč, Martin Fenin oraz Marek Matějovský nie będą więcej powoływani do czeskiej reprezentacji. Powodem tej decyzji było złamanie regulaminu dyscyplinarnego – zawodnicy brali udział w imprezie po przegranym 1:2 meczu ze Słowacją.

## Życie prywatne
- Jego żoną jest Kateřina Ujfaluši, była Miss Czech.